# Пам'ятник Олексію Бекетову (Харків)
Пам'ятник Олексію Бекетову (на Сумській) — пам'ятник українському архітектору Олексію Бекетову у Харкові.

## Опис
Монументальна споруда висотою близько 3,5 метрів. Фактично складається з трьох частин: п'єдестала, фігури архітектора на стільці і кам'яної брили. П'єдестал в своїй нижній частині складається з двох сходинок до підніжжя (асфальту). Матеріал п'єдесталу — граніт. Сама композиція пам'ятника складається з фігури архітектора, який сидить у старовинному кріслі в задумливій позі, схрестив ноги і тримає лівою рукою незакінчений кресленик, а правою — підпирає голову, задумливо опираючись на колону позаду нього. Позаду нього розташована кам'яна брила. В більшій мірі необроблена, крім верхньої частини, яка представлена у вигляді верхівки античної колони.

## Історія
Архітектор Олексій Бекетов значною мірою сформував архітектурний вигляд міста Харкова (понад 40 будівель), особливо Нагірного району, вулиць Пушкінської, Садово-Куликівської та Мироносицького провулку.
Ідея створення пам'ятника Бекетову народилася у стінах Харківського державного технічного університету будівництва та архітектури у 2004 році. Колектив університету одноголосно рішенням Вченої ради (протокол № 7 від 3 вересня 2004 року) звернувся до тодішнього Харківського міського голови Володимира Шумілкіна з проханням про прийняття рішення міською радою про спорудження пам'ятника архітектору Олексію Бекетову. Пам'ятник було вирішено встановити біля університету будівництва і архітектури.
У серпні 2007 року пам'ятник Олексію Бекетову був встановлений біля парадного входу в головний корпус Харківського державного технічного університету будівництва та архітектури, розташований за адресою вулиця Сумська, 40. Керівником проектних робіт зі спорудження пам'ятника був завідувач кафедри урбаністики ХДТУБА професор Юрій Шкодовський, а автором пам'ятника — скульптор Сейфаддін Гурбанов.
22 серпня 2007 року пам'ятник було відкрито. В урочистій церемонії відкриття взяли участь мер міста Харкова Михайло Добкін, тодішній глава Харківської облдержадміністрації Арсен Аваков, його заступники — Володимир Бабаєв та Людмила Бєлова, головний архітектор області Юрій Шкодовський, ректори харківських вузів, керівники підприємств і організацій, автор пам'ятника, скульптор Сейфаддін Гурбанов, а також онук архітектора Федір Рофе-Бекетов.
Пам'ятник архітектору Бекетову був створений на пожертви харків'ян, збором яких займався благодійний фонд імені Мечникова.